# Alexandrine des Écherolles
Alexandrine Etiennette Marie Charlotte des Écherolles, född 26 september 1779 i Moulins i Allier, död 11 april 1850 i Kirchheim unter Teck, var en fransk memoarskrivare. Hon är känd för sina memoarer, som beskriver hennes liv under franska revolutionen.

## Biografi
Alexandrine var dotter till en rojalistisk arméofficer ur provinsadeln, Joseph-Étienne Giraud des Écherolles, och Marie Ann Odile de Tarade. Hennes mor avled då hon var liten och hennes faster blev fostermor till henne och hennes förståndshandikappade syster, medan hennes två bröder sändes till militärskola. Vid revolutionens utbrott 1789 emigrerade hennes bröder utomlands.
När skräckväldet utbröt 1792 blev hennes far arresterad. När han efter en kort tid släpptes fri flydde familjen till Lyon, där de var med om Lyons uppror mot Nationalkonventet 1793. Under det följande skräckväldet i Lyon flydde hennes far utomlands, medan hennes faster arresterades och giljotinerades. Hon placerades själv en tid i husarrest.
Efter skräckväldet omhändertogs hon av släktingar på landet och återförenades med sin far när han ströks från emigrantlistan och kunde återvända till Frankrike under direktoratet. Efter faderns omgifte började hon att arbeta som sköterska och lärare i privathushåll. Hon anställdes sedan som guvernant åt döttrarna till Ludwig av Württemberg, en anställning hon sedan behöll i resten av sitt yrkesliv.
Alexandrine des Écherolles memoarer utgavs första gången 1843. De beskriver hennes liv under skräckväldet, då familjen flyr från Moulins till Lyon, resningen i Lyon mot regeringen med den följande belägringen och skräckväldet, hur hennes faster (och fostermor) greps och avrättades, och faderns flykt till Schweiz.